# 火鍋
火鍋（ひなべ、拼音: huǒguō、フゥオグゥオ、英: Hot-Pot）とは、中華風の味付け・料理法・具材を特徴とする鍋料理のこと。
中国大陸だけでなく、香港・マカオ・台湾・シンガポール・マレーシアなどの華人社会でも食べられている。また、日本やアメリカなどにある世界各地の中華街、火鍋専門店、中華料理店ではよく提供されている。

## 名称と定義
本来、中国語の「火鍋」という言葉は「鍋の下に明火を点け、食材を鍋の中のスープに投げて煮ながら食べる」の意味を指す。そのため、現代の中国人や、中国文化の影響を強く受けている台湾人・香港人・シンガポール人・マレーシア人は世の中のすべての鍋料理を「火鍋」と呼んでいる。
日本語における「火鍋」は明確な定義がなく、火鍋の中の「赤い麻辣火鍋」のみを指す場合もあれば、「中華風の味付けをした鍋料理」を指す場合もある。本稿は原産地の習慣に合わせて、主に中国大陸の火鍋について解説する。

## 歴史

### 古代の中国
「中国の鍋料理」は、中国の殷王朝または周王朝の頃は既に存在していた。当時の王が「鼎」という祭器を食用の鍋として使い、火で鍋の中のスープを煮た。この形式が中国の鍋料理、つまり
「火鍋の始まり」である。鍋料理は利便性が高いため、漢王朝の時は軍隊の戦闘糧食とされ、兵士たちの兜に川の水を注入して水が沸騰してから、現地で採った野菜や動物の肉をこの兜に投入して、具材に火が通ってから食したという。また庶民の旅行食としてもよく食べられていた。また漢の頃の鍋料理は「火鍋」という表記ではなく、「焦斗」と書いていた。
中国の鍋料理が「火鍋」という漢字表記に統一されたのは800年後の唐王朝の時であった。唐国の貴族たちは鍋料理を好んでおり、鍋料理のスープの暖かさと中国の冬の寒さの相性がよかったため、暖める感じを創り出すため「鍋」の前に「火」の文字を付け、「火鍋」と名付けた。間もなく中華貴族の定番料理となった。しかし今のように、具材が豊富な豪勢な火鍋はまだ中国全土に浸透しておらず、安価で手頃な火鍋が中国北部の遊牧民の地域にのみ存在するだけであった。
時は更に400年ほど下り、同じ北方遊牧民のモンゴル族は元王朝の支配層になり、この影響下で火鍋はようやく中国全土の庶民にも普及した。元が亡び、漢民族が支配した明王朝の時代に入りると、モンゴル族の羊肉火鍋は漢民族の口に合わせるため改造され、具材・スープ・タレ・食器等も中華風の味に変貌し、現代の中国で食べられる様々な火鍋は殆どこの明の時代に完成したという。清王朝の乾隆帝の時代に入り、火鍋は再び優雅な貴族食として生まれ変わった。視覚的には大きくて目立つことから、火鍋は清国の満州人の宴席料理「満漢全席」の中のクライマックスの役割を担当する料理として発展し、定着していった。

### 現代の中国
現代の中国の火鍋の起源は重慶市の「麻辣火鍋」と内モンゴル自治区の「涮羊肉」、二つのルーツに分かれている。基本的には、辛い赤スープは重慶発祥、辛くない白スープは内モンゴル発祥と言われている。
- 肉類：普通には大量の牛・豚・鶏・家鴨・肉団子・もつ・ホルモンを火鍋のスープに投入し、タレをつけて食べる方法が一般的であるが、タレを全然つけない場合もあり、食べ方は自由である。
- 野菜：野菜に関しては基本的に何でもよく、本場の中国でも火鍋の野菜に関する制限は無い。日本人目線から「中華風」という点を拘るなら、チンゲンサイ・白菜・キクラゲ・マコモダケ・茎レタス・椎茸・菊菜・もやし・ネギ等が一般的だが、他の好きな野菜も自由自在に投入できる。
- 漢方：漢方好きなら、ナツメ・リュウガン・ライチ・クコ・陳皮・ビゼンクラゲ・鶏の足と皮・にんにく・花椒が常用である。漢方は麻辣スープにも白いスープにも相性がいい。

#### 重慶の火鍋（麻辣火鍋・鴛鴦火鍋）

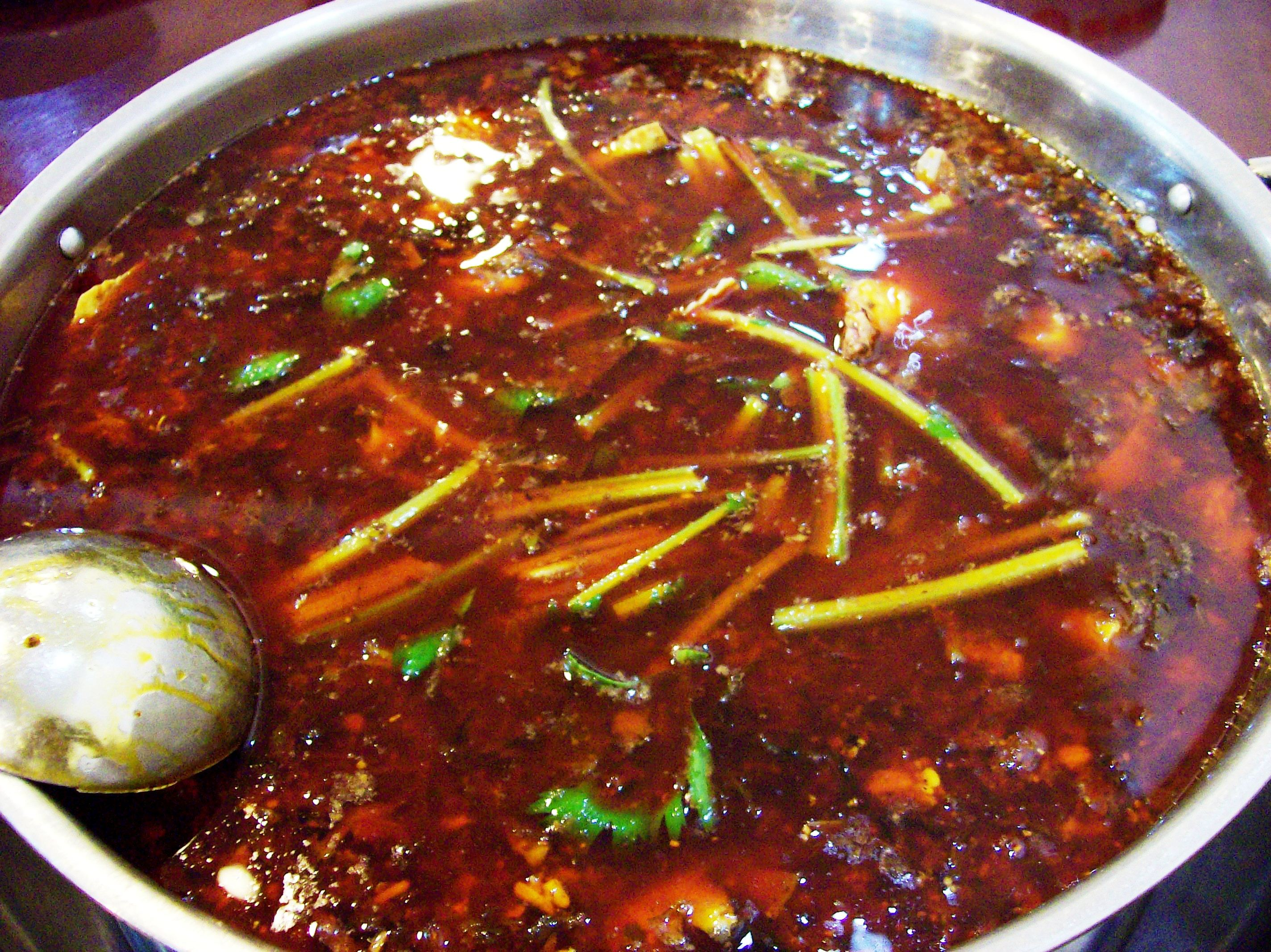
重慶の火鍋、真っ赤な花椒油を通して具材を煮る。中国では一番有名な辛い火鍋。

重慶の鍋料理の中で、麻辣味をベースにしたスープはとても有名で、このスープを使った火鍋は麻辣火鍋（マーラーフオグオ）と呼ぶ。加えて、1980年代から辛口が苦手な人のために辛くないスープを加えた鴛鴦火鍋（ユアンヤンフオグオ）が開発された。鴛鴦火鍋の特徴は、仕切った金属製の丸鍋の中に太極図の陰陽に見立てられた仕切りである。片方に紅湯（ホンタン）と呼ばれる唐辛子・山椒・花椒で調味した麻辣スープを入れ、もう片方に白湯（バイタン）と呼ばれる塩味の豚骨スープを入れる。好みの食材を好みのスープに入れ、煮て食べる。
麻辣火鍋は中華圏の各地に広く浸透され、あまり辛くない香港式火鍋・台湾式火鍋など有名な変種が存在し、中国式と香港式・台湾式の火鍋にバリエーションを見ることができる。また、中国の「火鍋系」以外の、他国の鍋料理でもこの鴛鴦火鍋の形式を真似することが多く、異なる2種類のスープを一気に提供するという利点から普及していると考えられている。

#### 内モンゴルの火鍋（涮羊肉）
涮羊肉（中国語：涮羊肉、拼音: shuàn yángròu）の歴史は古く、元王朝の時代に辿り着き、日本のしゃぶしゃぶのルーツという説もあるが、ハッキリとは分かっていない。日本のしゃぶしゃぶは発祥地である内モンゴルではなく、既に北京で改造した北京風の涮羊肉をモデルにし、北京から日本の京都へ伝来したという。鴛鴦火鍋のように骨のスープを使っているが、豚骨ではなく、山羊・羊の骨を使っている。2010年代以前、中国の涮羊肉の専門店は麻辣火鍋の専門店と比べると余りにも少なかったが、2010年代以降中国のいたる都市で涮羊肉のブームが成形し、急速に中国全土で広まっていた。

#### 広東の火鍋（打甂爐）
なお、広東省や香港は火鍋の発祥地では無いが、独自に打甂爐（広東語 ダーピンロウ）という鍋料理があり、火鍋から進化を遂げたものと言われている。日本語の常用漢字に転換すると、「打辺炉」と書く。
マレーシアでは、スチームボート（steam boat、マレーシア語 Stimbot、スティムボッ）という広東の打辺炉のルーツを持つ鍋料理が存在しており、欧米人や日本人などの観光客にも人気がある。

## 種類
火鍋は中国全土に見られ、その種類は多く、使用される食材や味付けも様々である。代表的なものに次の火鍋がある。
- 北京火鍋（北方火鍋）
- 河南火鍋
- 川味火鍋（重慶火鍋など四川省）
- 湖南火鍋
- 貴州火鍋

中国では、発熱剤とセットになった一人用インスタント火鍋も開発・販売されている。外食産業では回転寿司のシステムを応用した「回転火鍋」と呼ばれる業態も存在し、中国などで人気を博しているほか、日本にも登場している。

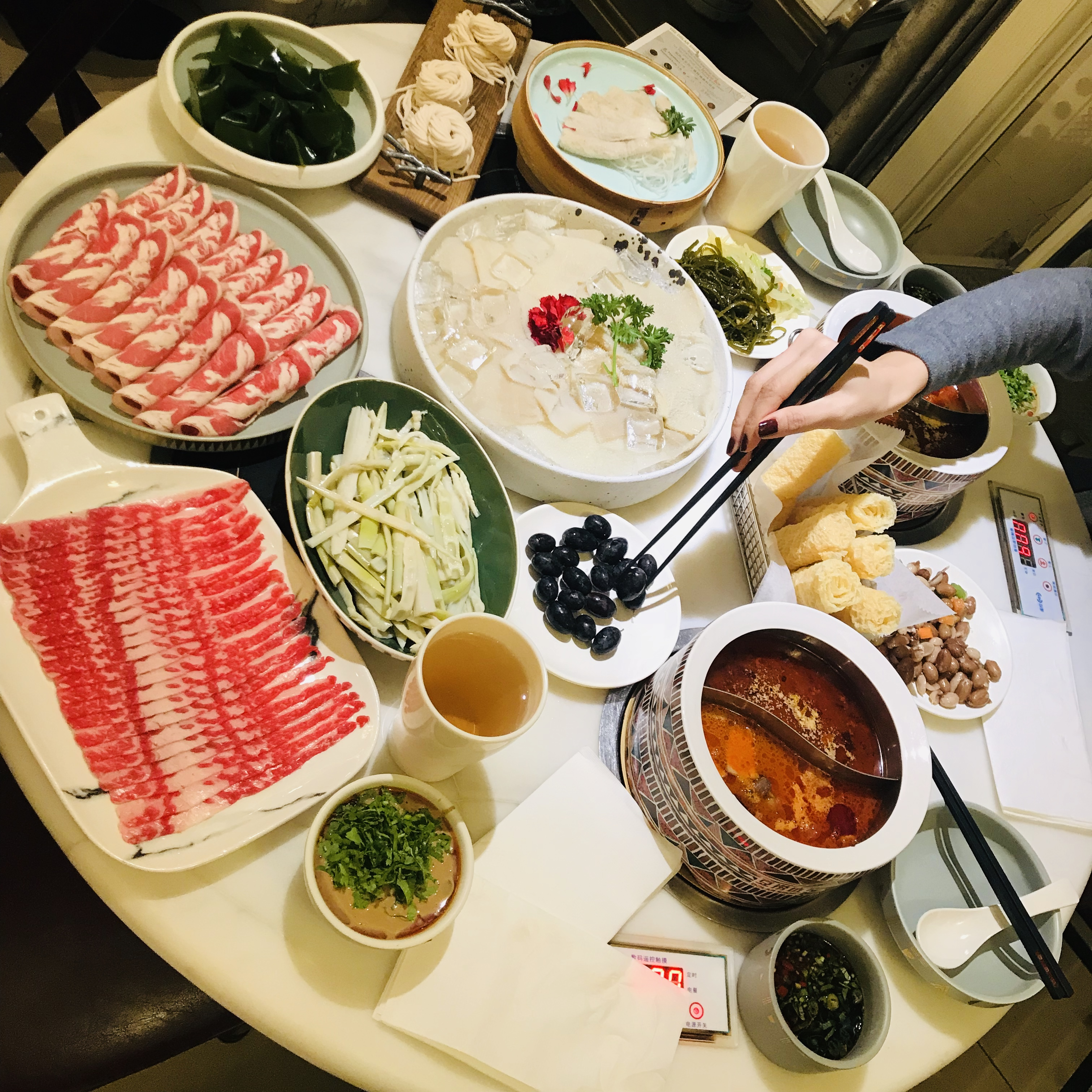
ニューヨークの鶏がらスープの火鍋
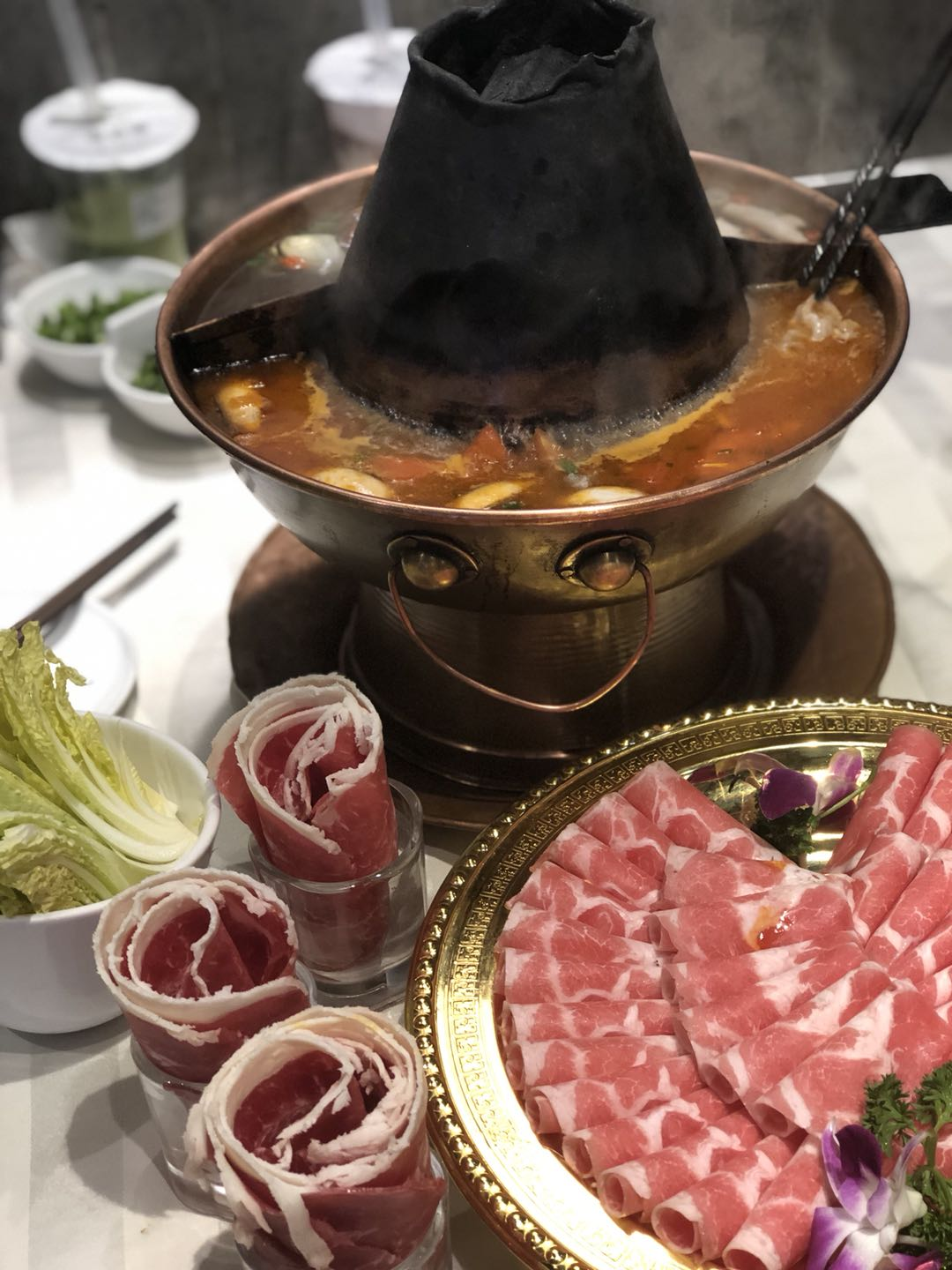
中国北京の山羊肉の火鍋
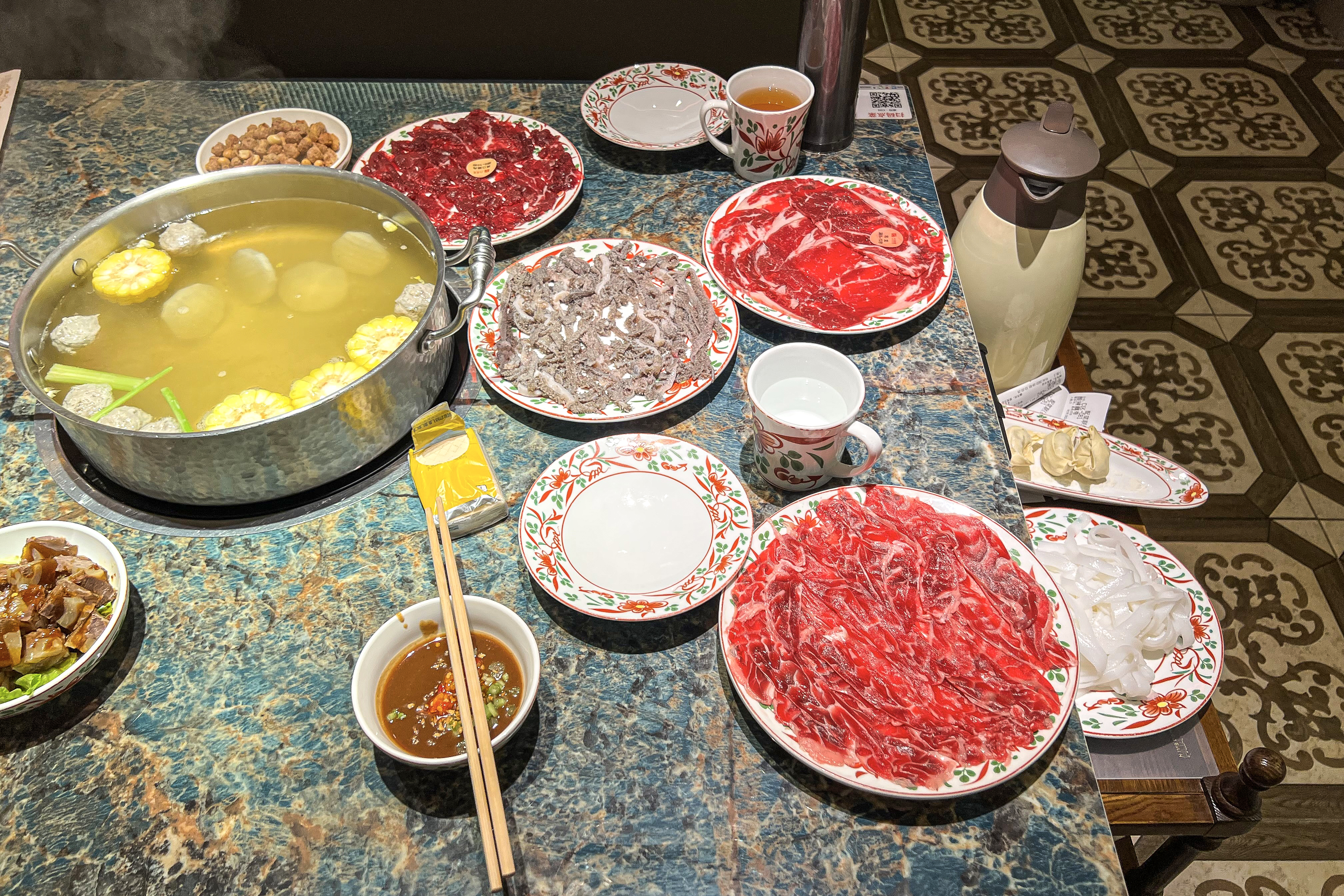
中国の潮汕式の火鍋
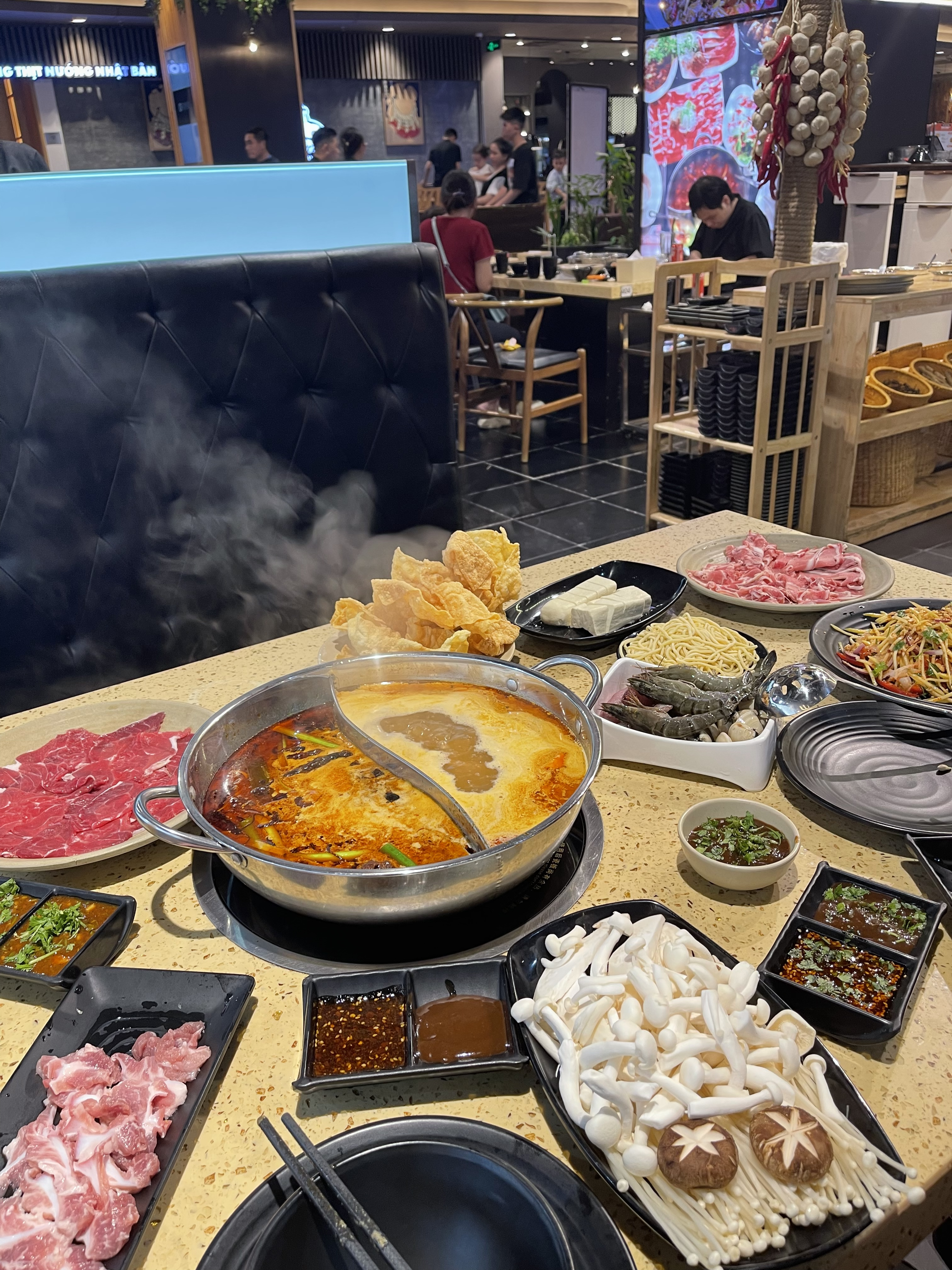
中国四川の火鍋屋さん
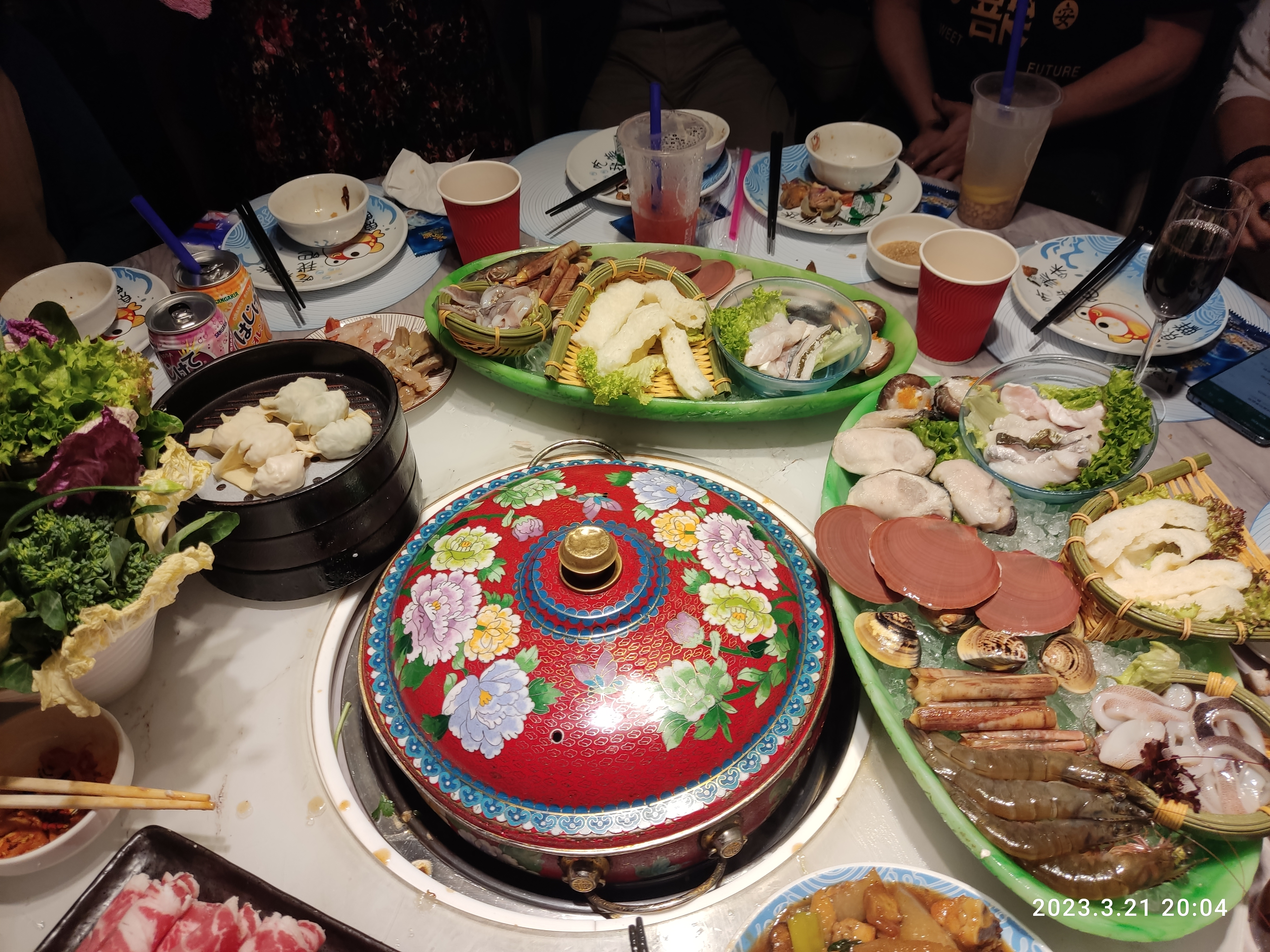
香港の薬膳鶏肉の火鍋
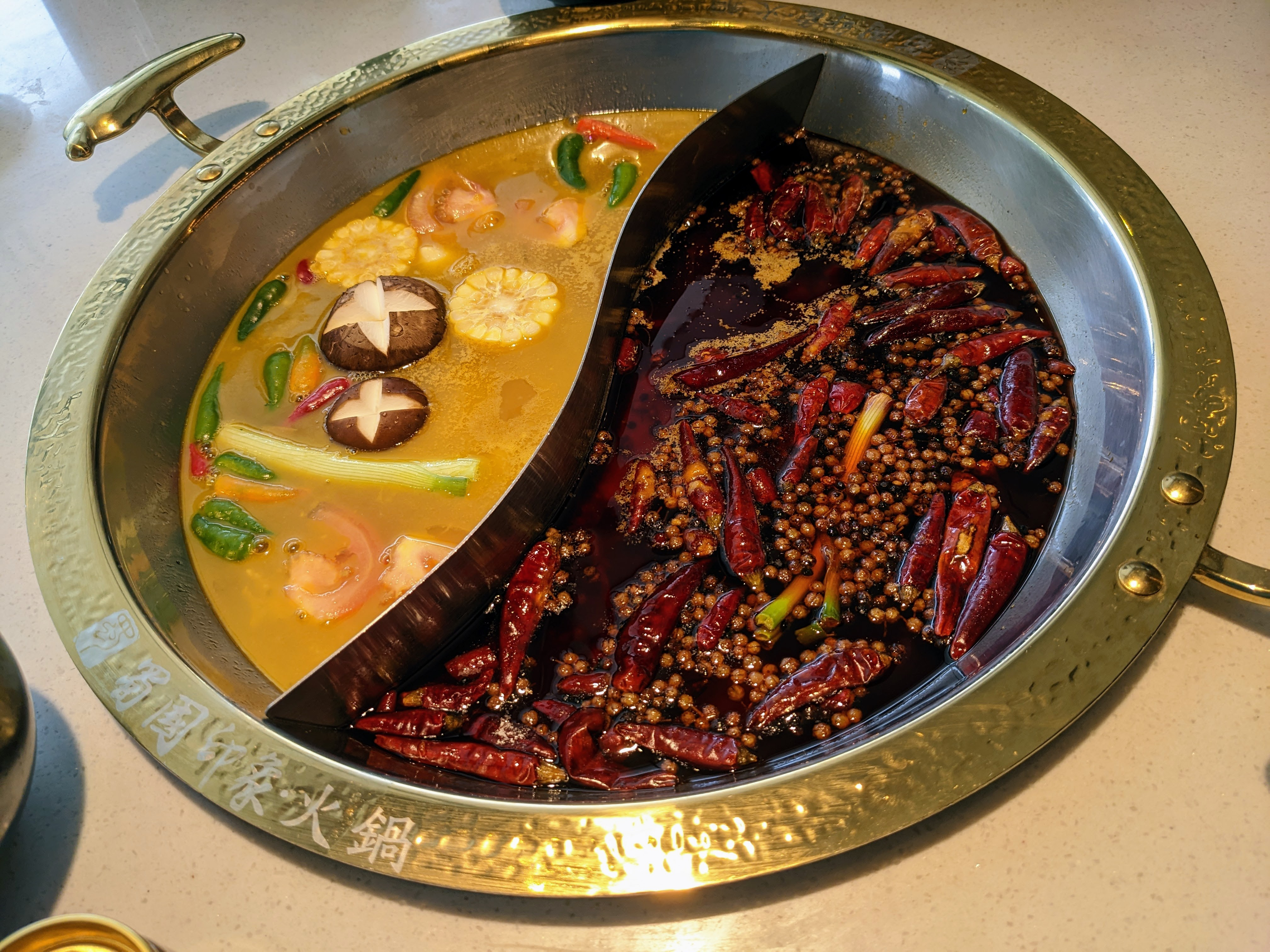
中国成都の陰陽火鍋
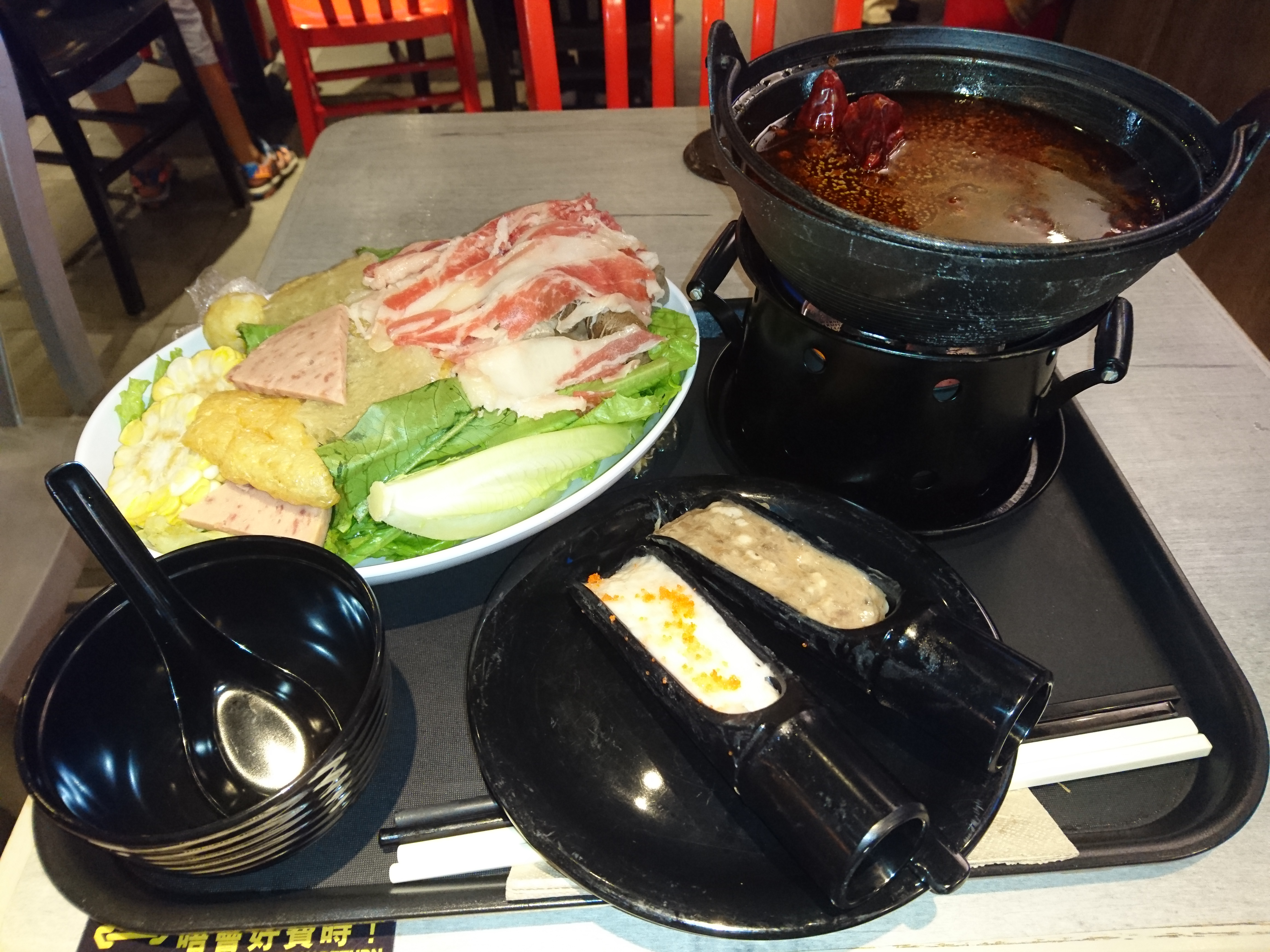
香港の一人火鍋

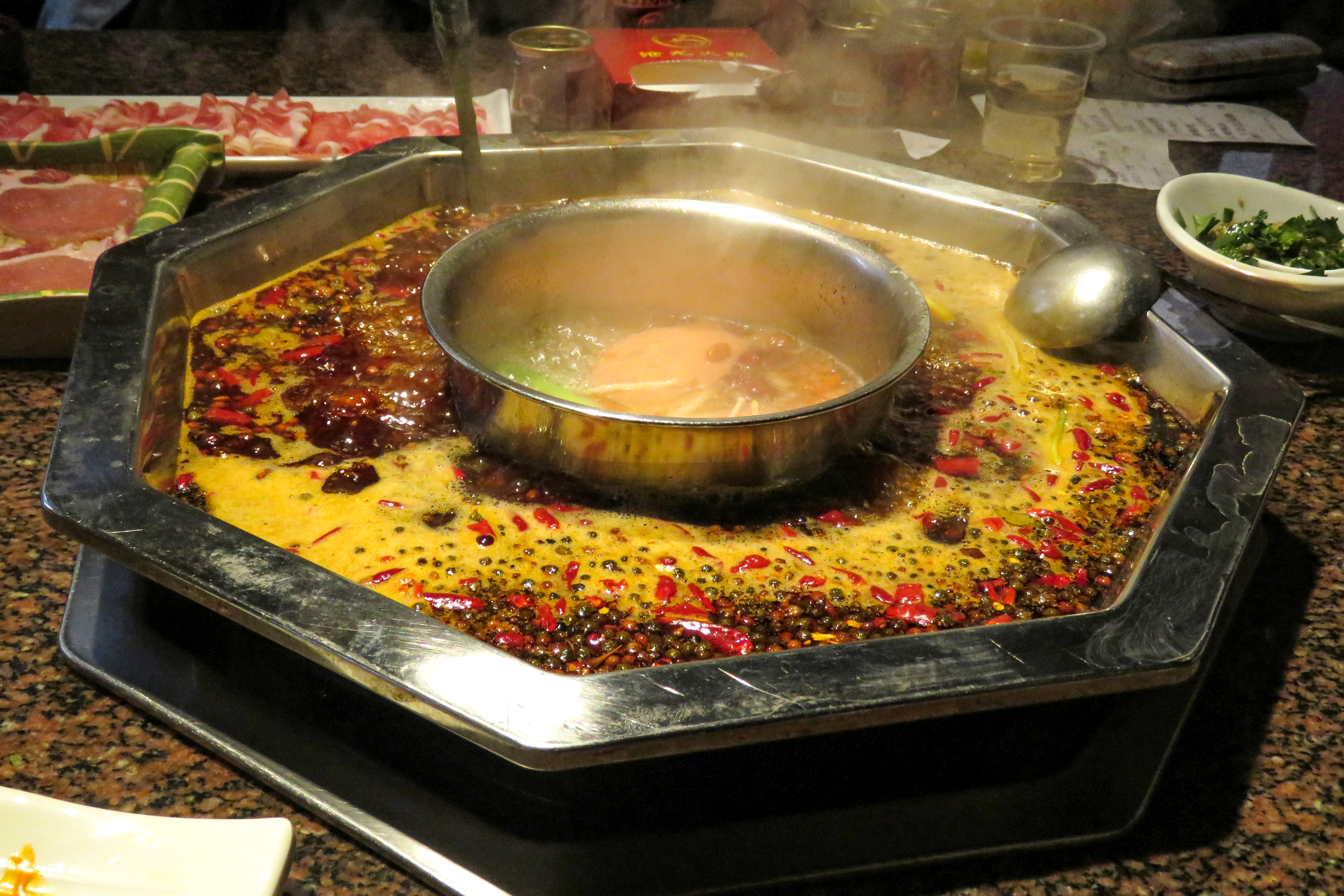
中国重慶の麻辣火鍋
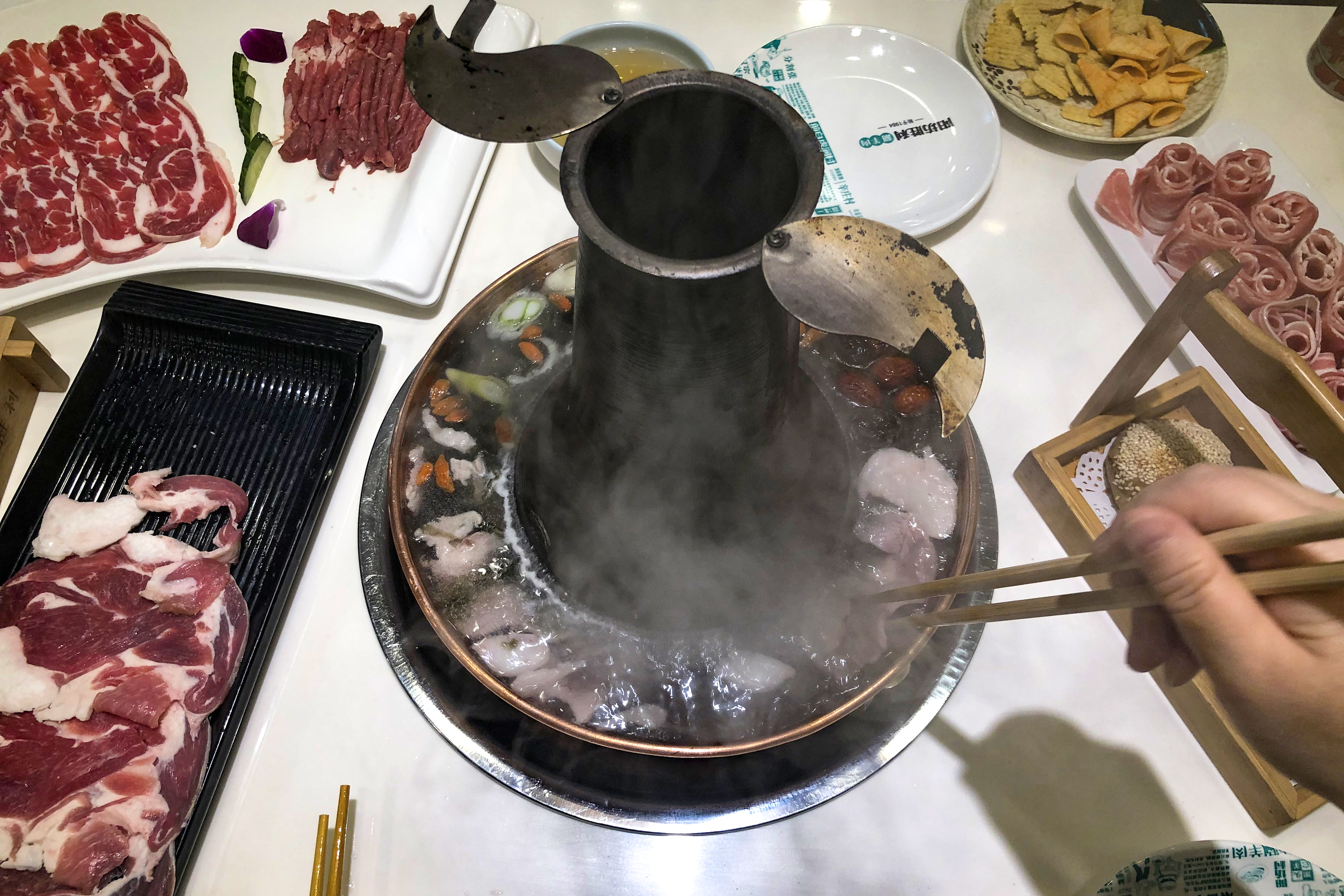
中国北京の涮羊肉
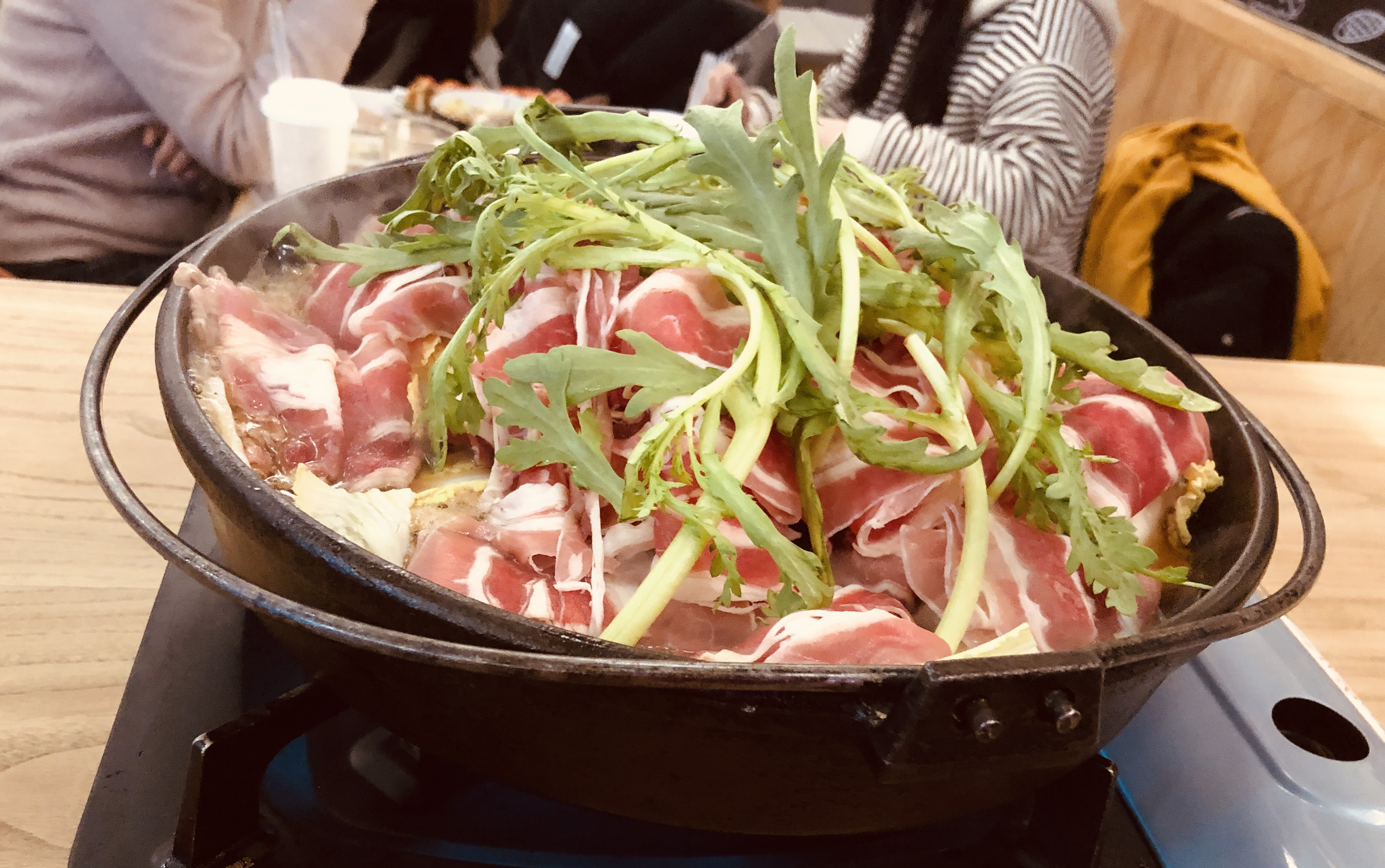
中国雲南のキノコ火鍋
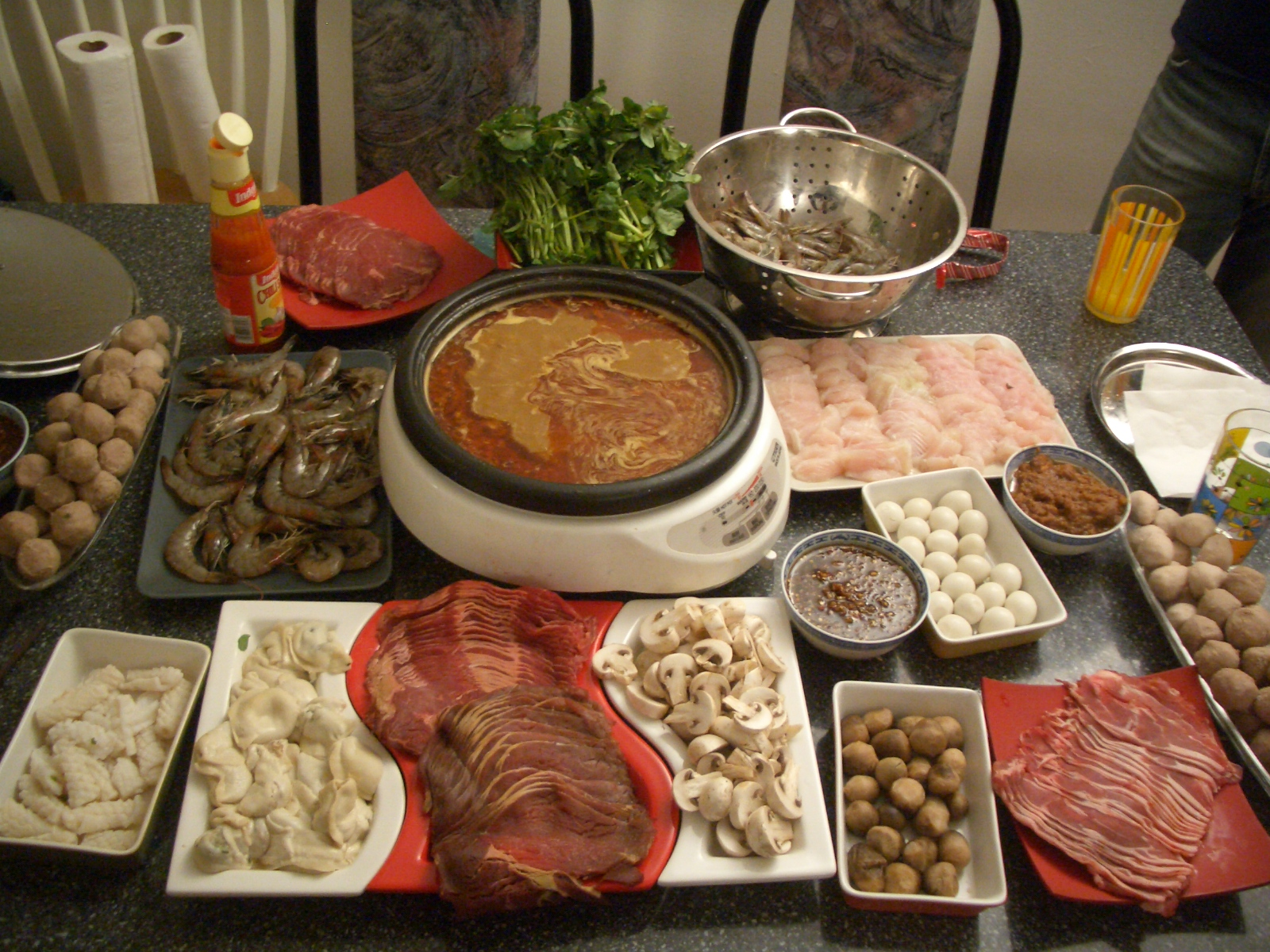
香港の家鴨の血の火鍋
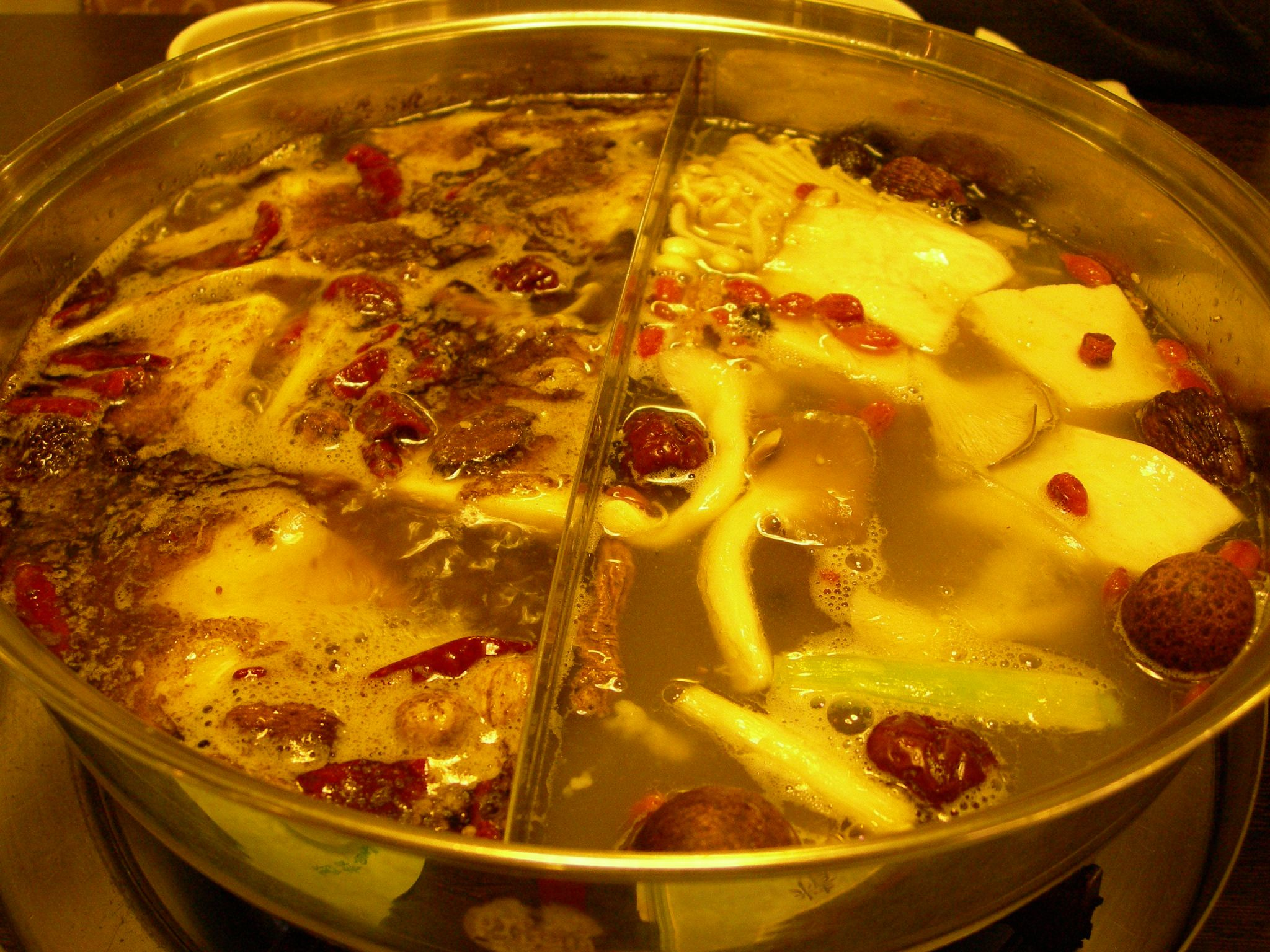
台湾の鴛鴦火鍋
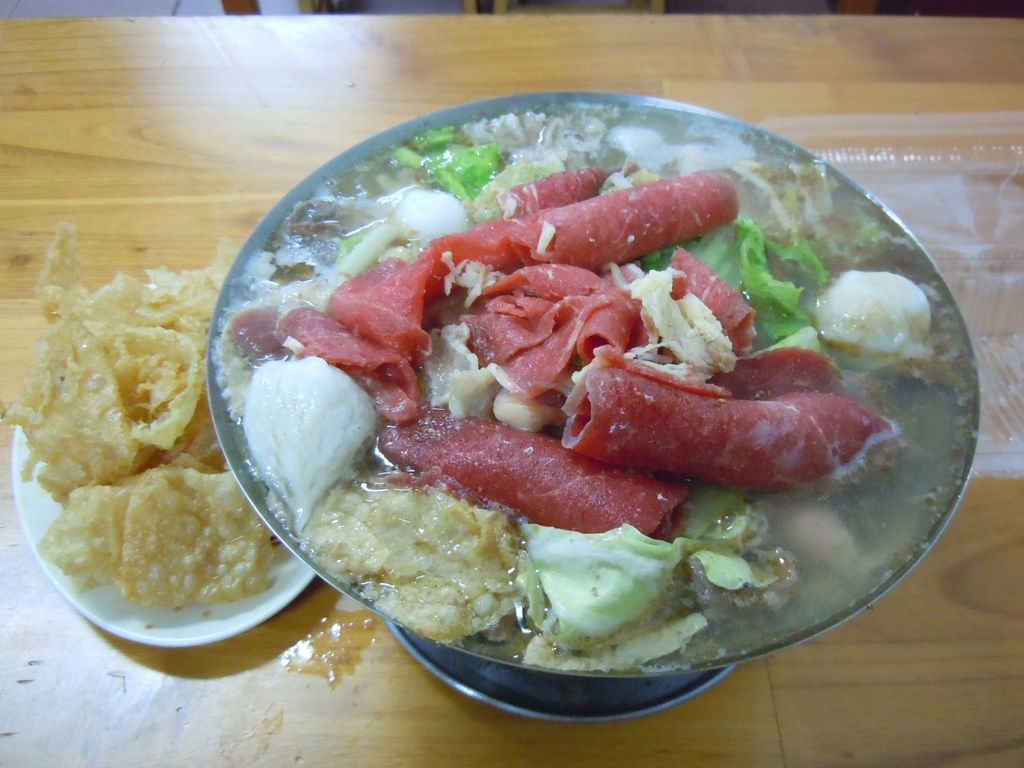
台湾の沙茶味の牛肉火鍋
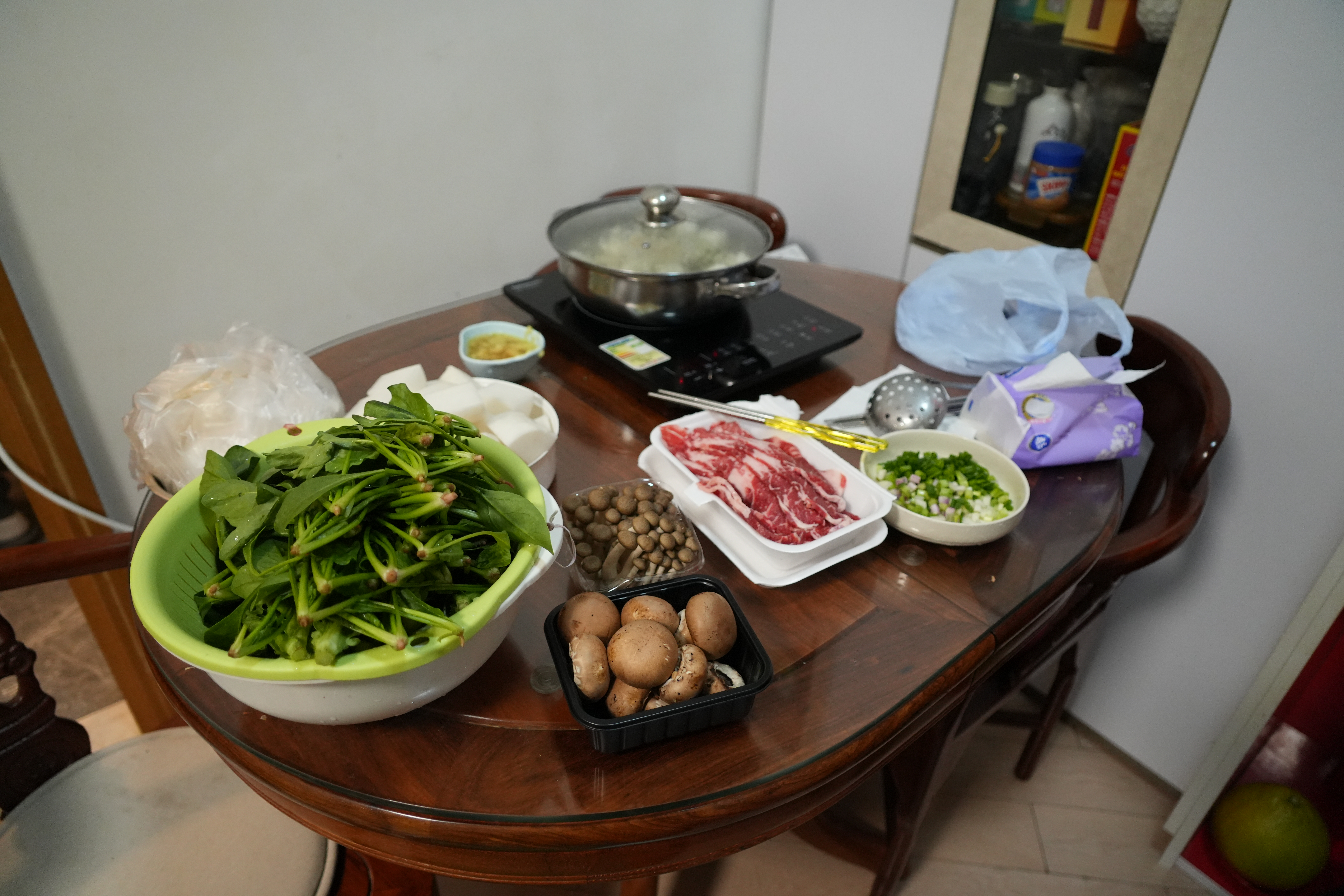
家庭風の火鍋

## 参考資料・脚注
1. ↑  火锅の意味 - 中国語辞書 - Weblio日中中日辞典
2. ↑  上海ウォーカーオンライン<Contents<Gourmet<Shokushin - ウェイバックマシン（2008年6月1日アーカイブ分）
3. 1 2  ウォーカーグルメ
4. ↑  『甘粛特産風味指南』  1985年（中国語） 
- 「足見"火鍋"在唐代已經很流行了。涮羊肉明代称"生嚢羊"。十七世紀清官御膳房称"羊肉片火鍋" 。」
5. ↑  ◆ForL特集～夏を乗り切る激辛料理～◆　本場気分で楽しむ台湾風麻辣火鍋 - ［台湾］All About - ウェイバックマシン（2010年4月13日アーカイブ分）
6. 1 2  『「火鍋」とは?』　モラタメ.net ハウス食品株式会社
7. ↑  【中国＆アジア商売見聞録】「おひとり様」火鍋ヒット『日経MJ』2018年3月9日（トレンド面）
8. ↑  ライスマウンテン (2019年7月3日). “日本の回転火鍋は、けっこう本格的な本場の味”.   デイリーポータルz. 2024年3月2日閲覧。